# 王元化
王元化（1920年11月30日—2008年5月9日），男，湖北沙市人，中国近代思想家、文艺理论家。曾任华东师范大学教授、博士生导师，中共十二大代表，上海市第八届人大常委会委员，上海市第七届政协常委。王元化被认为是1980年代中国大陆“新启蒙运动”的代表人物之一，提倡重拾“五四运动”启蒙精神，1988年曾主持在上海创办《新启蒙》杂志。

## 生平
王元化1920年11月30日生于湖北武昌的基督徒家庭，全家为圣公会武昌圣三一堂的教友。其名为圣三一堂首任堂牧曾兰友所取，“元化”加上姓氏“王”共计十二画，寓意耶稣十二使徒。1938年初在上海加入中国共产党。1939年初，在皖南新四军军部。
1949年中国共产党取得政权后，任中国作家协会上海分会党组成员、上海文艺工作委员会文学处处长、上海新文艺出版社副社长等职。1955年受胡风事件牵连，受到迫害。1981年平反后，于1983年7月至1985年5月，任中共上海市委宣传部部长。1988年10月，王元化主持在上海创办《新启蒙》杂志，是中国大陆“新启蒙运动”的代表人物之一。
1990年12月间，与妻子张可同去香港探亲访友（当时其儿子及媳妇居香港九龙美孚新邨）。1991年2月中旬，经由日本成田机场转飞美国夏威夷，出席夏威夷大学东西方中心召开的“文化与社会：二十世纪中国的历史反思”（Culture And Society：Historical Reflections on 20th Century China ）会议（会期为2月18日至22日）。

## 社会兼职
曾任国务院学位委员会第一、二届学科评议组成员。

## 贡献
王元化在中国古代文论研究、当代文艺理论研究、中国文学批评史、中国近现代思想学术史研究上开辟新路，做出了开创性的贡献，是中国1949年以来学术界的标志性领军人物。他自称一生经历了三次大的反思，对于从“五四”以来的中国思想界、知识界、学术界进行了深刻的反思，其论点独立于权力之外，独立于公众舆论之外，具有自由的思想和独立的人格。由于他成长于1920年代的清华园，受到当时大学者王国维、陈寅恪影响甚深，并专心研读陈寅恪的著作。一生信奉共产主义的他，晚年对于中国现在的物质主义、享乐主义盛行，文明的物质化、庸俗化和异化深感忧虑，并引用马克斯·韦伯的话说过：“世界不再令人着迷。”
他著述宏富，在其60余年的学术生涯中，出版了《向着真实》《文学沉思录》《文心雕龍講疏》（前名《文心雕龙创作论》、又名讀《文心雕龍》）《清园夜读》《思辨随笔》《九十年代反思录》《读莎士比亚》《读黑格尔》等，逝世前《王元化集》（十卷）出版。 1998年，获上海市文学艺术杰出贡献奖，同年，论文集《思辨随笔》获国家图书奖，2006年获上海市哲学社会科学学术贡献奖。

## 家庭
外祖父桂美鹏，母亲桂月华，父亲王芳荃。夫人張可，來自蘇州張一麐家族。